# Leptopteris
Genre
Leptopteris est un genre de fougères de la famille des Osmundaceae, endémique d'Océanie.

## Répartition
Ce genre est endémique d'Océanie, représenté par sept espèces en Australie, en Nouvelle-Zélande, en Nouvelle-Guinée, en Nouvelle-Calédonie et dans plusieurs autres îles du Pacifique.

## Liste des espèces

### Espèces actuelles
Selon le Catalogue of Life (24 septembre 2023) :
- Leptopteris alpina (Baker) C.Chr.
- Leptopteris fraseri (Hook. & Grev.) C.Presl
- Leptopteris hymenophylloides (A.Rich.) C.Presl
- Leptopteris moorei (Baker) Christ
- Leptopteris superba (Colenso) C.Presl
- Leptopteris wilkesiana (Brack.) Christ
- Leptopteris ×intermedia (B.S.Williams ex T.Moore) Gower

Selon Plants of the World online (POWO) (24 septembre 2023) :
- Leptopteris alpina (Baker) C.Chr.
- Leptopteris fraseri (Hook. & Grev.) C.Presl
- Leptopteris hymenophylloides (A.Rich.) C.Presl
- Leptopteris ×intermedia (B.S.Williams ex T.Moore) Gower
- Leptopteris laxa Copel.
- Leptopteris moorei (Baker) Christ
- Leptopteris superba (Colenso) C.Presl
- Leptopteris wilkesiana (Brack.) Gower

### Espèce fossile
Selon The International Fossil Plant Names Index (IFPNI) (24 septembre 2023) :
- Leptopteris minuta Romanovskaja in Romanovskaja, 1960

## Systématique
Le nom correct complet (avec auteur) de ce taxon est Leptopteris C.Presl, 1845,,, proposé en 1845 par le botaniste tchèque Karel Bořivoj Presl. C'est une nomen conservandum (nom. cons.). L'espèce type est Leptopteris hymenophylloides, lectotype désigné en 1906 par C. Christensen.
Selon The International Fossil Plant Names Index (IFPNI) (24 septembre 2023), Leptopteris C.Presl, 1845 est un nom illégitime, homonyme junior de Leptopteris Brongn., 1829. Tropicos (24 septembre 2023) rapporte un deuxième homonyme : Leptopteris Blume, 1850.